# Pollo a la brasa (Perú)

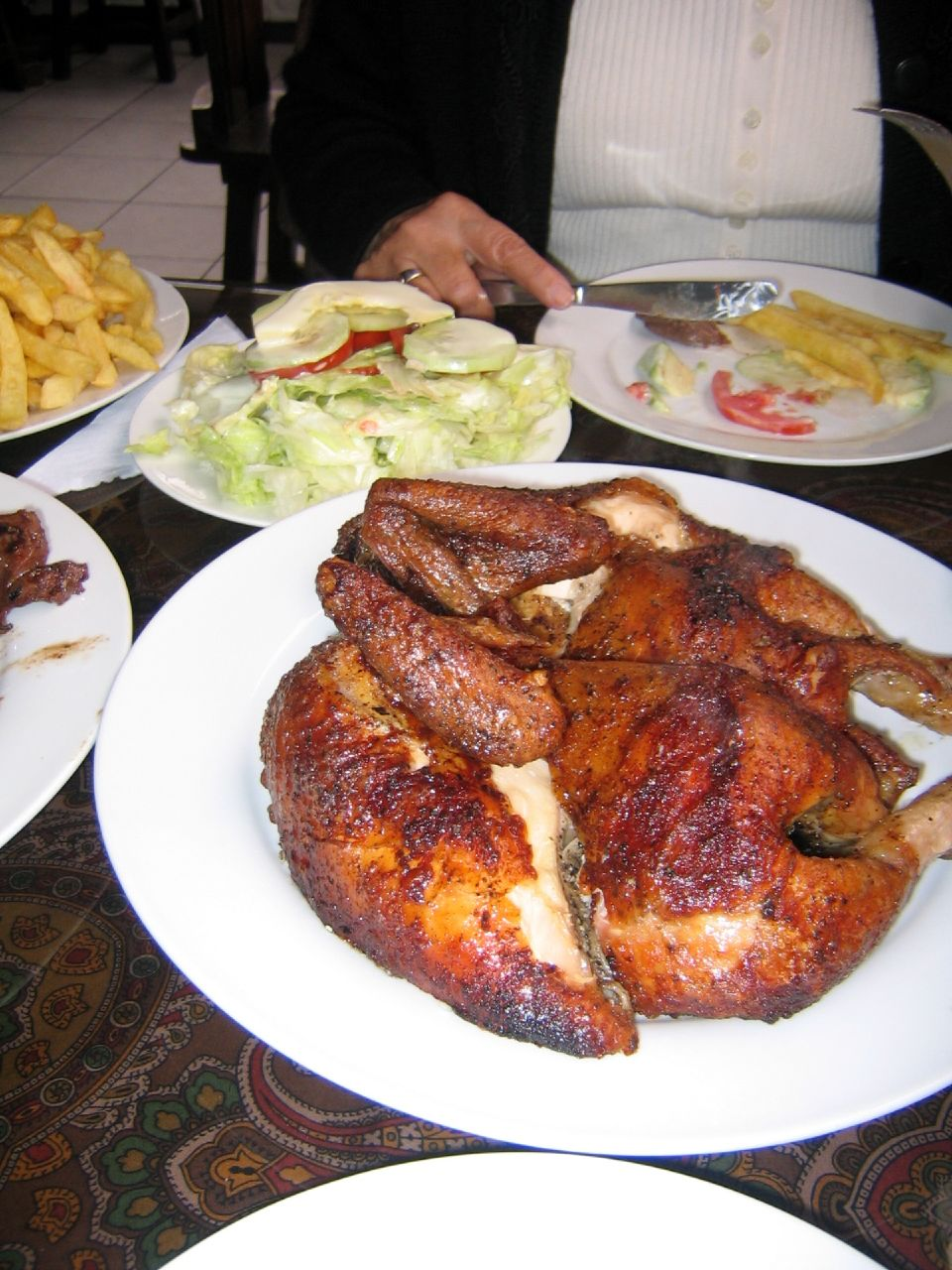
Un pollo a la brasa en una pollería de Lima.

Pollo a la brasa es la denominación que se da en el Perú al pollo asado al carbón, a la leña o a gas en un sistema rotatorio. Es considerado un platillo típico de la gastronomía peruana y uno de los de mayor consumo, incluso por encima del ceviche, el chifa y las especialidades de la comida rápida. Actualmente es considerado una «Especialidad Culinaria del Perú» por el Ministerio de Cultura,  y la popularidad del plato ha hecho que su consumo familiar sea incluido en el cálculo oficial de la cesta de mercado.

## Historia

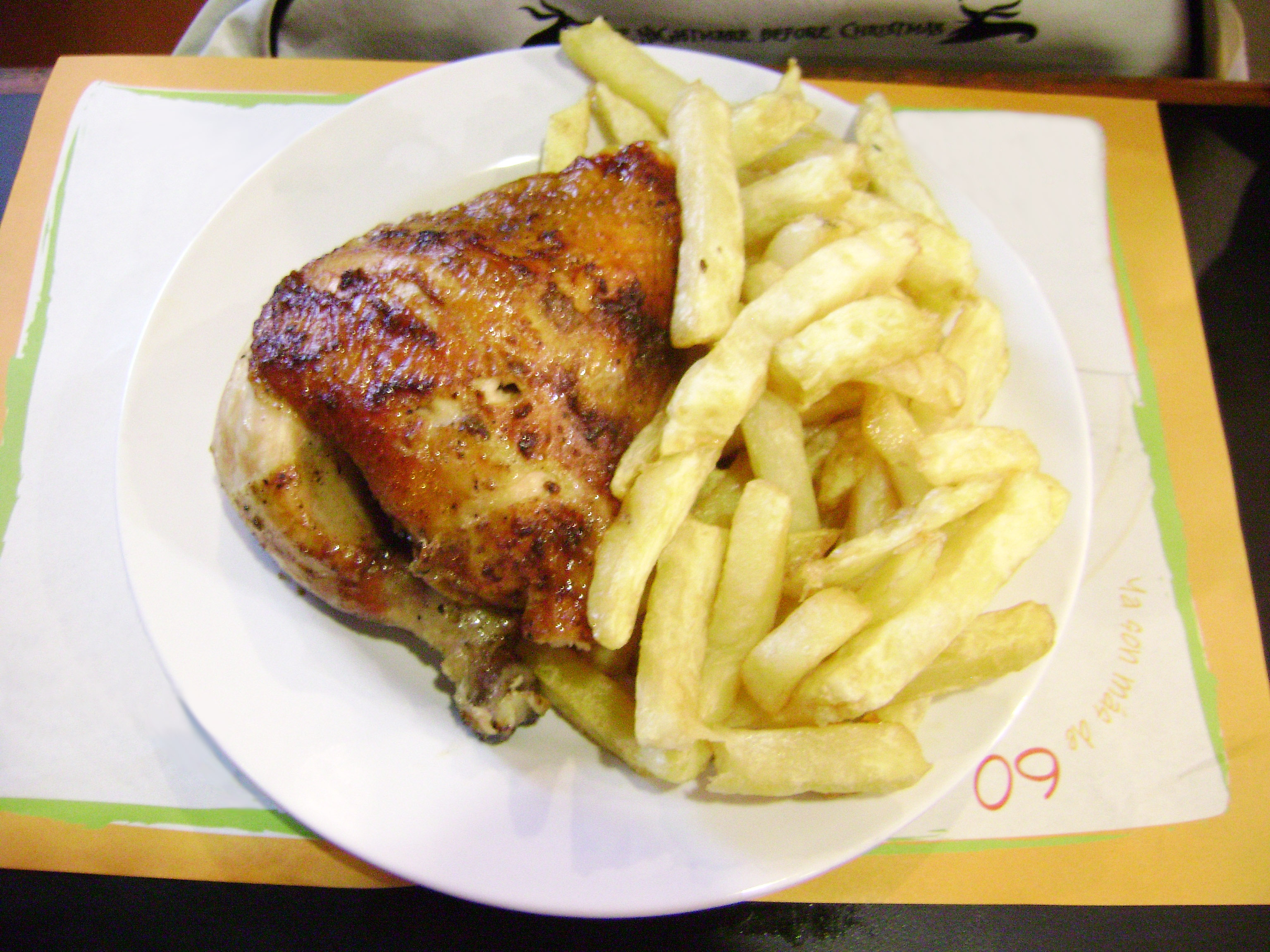
Un cuarto de pollo a la brasa acompañado de papas fritas.

Los orígenes de la receta de este plato en Perú se señalan en el pueblo de Santa Clara ubicado en el distrito de Ate durante los años 1950. Roger Schuler, un inmigrante suizo, se afincó en Chaclacayo y se dedicó a la crianza de pollos. Sin embargo el negocio no prosperó y comenzó a buscar otras formas de negocio. Un día vio a su cocinera asar un pollo en brasas ensartado en una barra de hierro que se hacía girar en el fuego; lo cual hizo que Schuler pidiera al ingeniero Franz Ulrich que ideara una forma de cocinar la mayor cantidad de pollos de una sola vez y de manera uniforme. Así, Ulrich crea un horno con un sistema rotatorio especial que hacía girar los pollos. Este invento, conocido como ‘rotombo’, revolucionó la preparación del pollo a la brasa. Se tecnificó la producción y creó el restaurante «La Granja Azul». La fecha oficial de creación del mencionado restaurante, data referencial de lanzamiento del plato, fue el 19 de diciembre de 1949.
En el año 1957 abrió sus puertas otro restaurante de pollos a la brasa: «El Rancho». Este local se volvió emblemático en la ciudad debido a su atmósfera rural, que permitía a los pobladores de la ciudad evitar el desplazamiento hasta Chaclacayo; el local fue cerrado y demolido en el 2008 debido a la bajada en ventas que lo venía afectando en los últimos años.
En sus inicios el consumo solo era para las clases altas, pero a partir de la década de 1970 se fue masificando su consumo. La versión original consistía en el pollo (cocido en las brasas de carbón y marinado solo con sal) servido con papas fritas y degustado directamente con las manos, sin cubiertos.
En la actualidad existen cadenas orientadas a un público adinerado y otras que se dirigen a las clases populares; el plato suele ser el mismo con muy ligeras diferencias, como en las facilidades y la estética de sus locales.

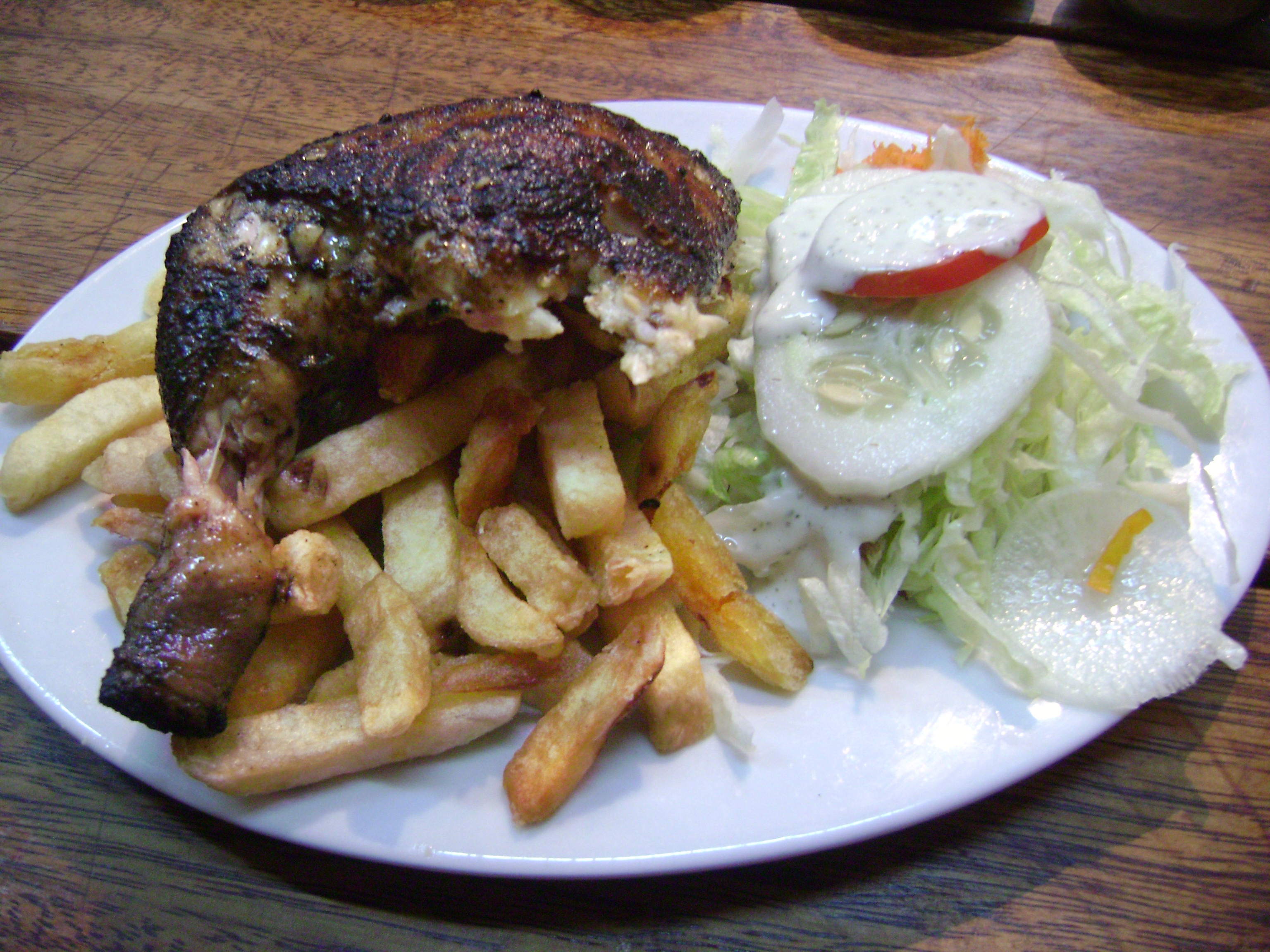
Una porción de cuarto de pollo con papas y ensalada.

Respecto a los creadores, Roger Schuler se dedicó al negocio de los restaurantes y Franz Ulrich se dedicó a la fabricación de hornos para la cocción del pollo. El horno donde se prepara el «pollo a la brasa» ha evolucionado considerablemente a partir de la adaptación hecha por Ulrich, en la actualidad existen hornos que funcionan a leña, a carbón y a gas y el mayor fabricante es Heriberto Ruiz, quien trabajó junto a Franz Ulrich y se independizó el año 1965 para dar lugar a su propia empresa.

## Preparación
El plato consiste en carne de pollo hembra joven eviscerada, marinada y cocida a las brasas. La carne macerada se hornea al calor de las brasas en un horno especial denominado «rotombo», que hace girar el animal sobre su propio eje, recibiendo uniformemente el calor de las brasas. El horno puede funcionar con carbón o leña o gas, siendo el más tradicional el de leña, la cual muchas veces proviene del algarrobo. El aderezo o marinada de la carne incluye distintos ingredientes, tales como cerveza negra, chicha, romero, huacatay, sal y pimienta, comino y ají panca, en distintas proporciones. La preparación de este aderezo varía de local en local y así hay locales que añaden, incluso un poco de pisco. Aunque el nombre del plato utiliza el género masculino («pollo»), la carne empleada proviene exclusivamente de las hembras ya que son más tiernas y jugosas.

## Acompañamientos

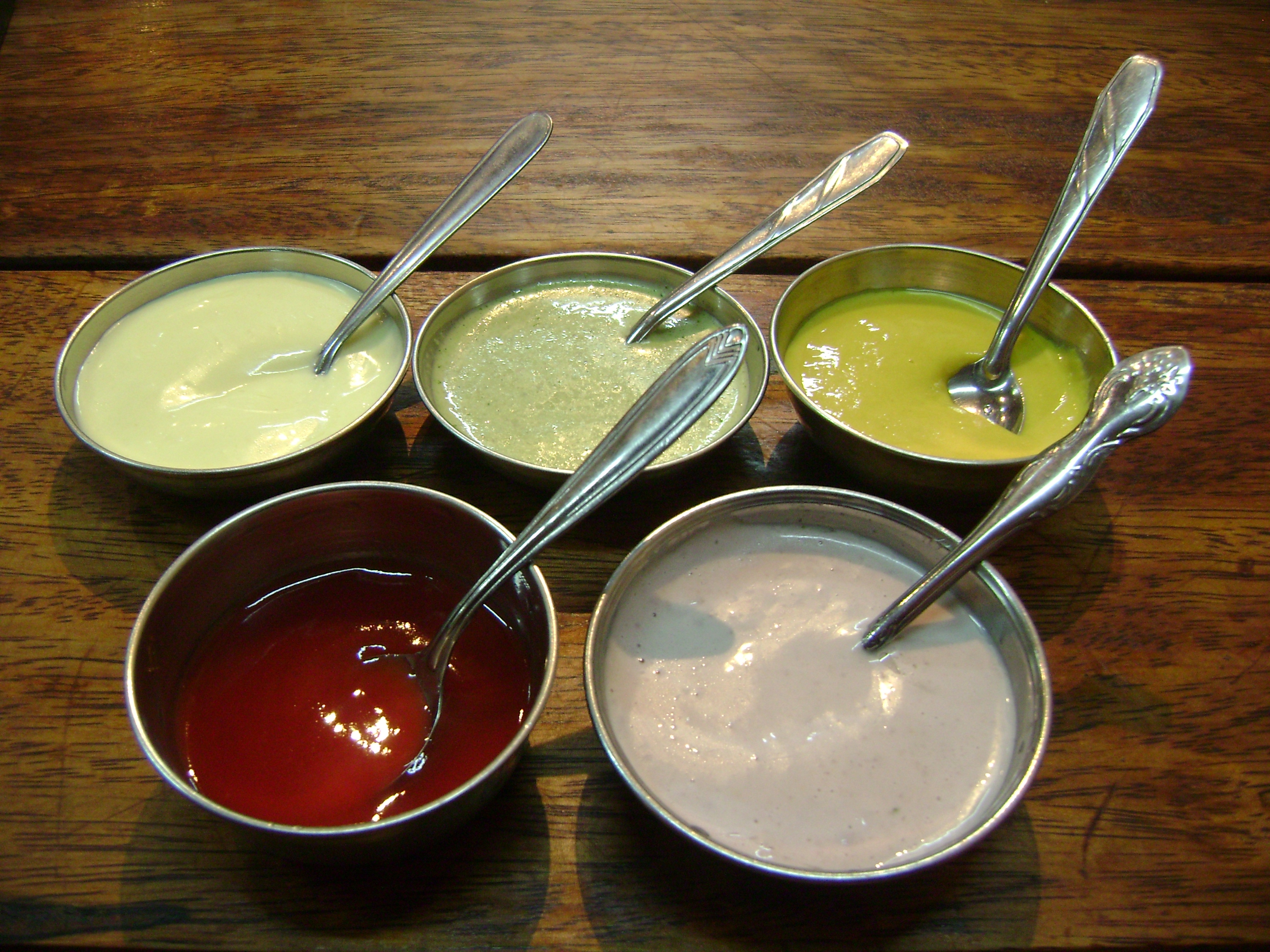
De izquierda a derecha; arriba: mayonesa, huacatay y mostaza; abajo: kétchup y crema de aceituna.

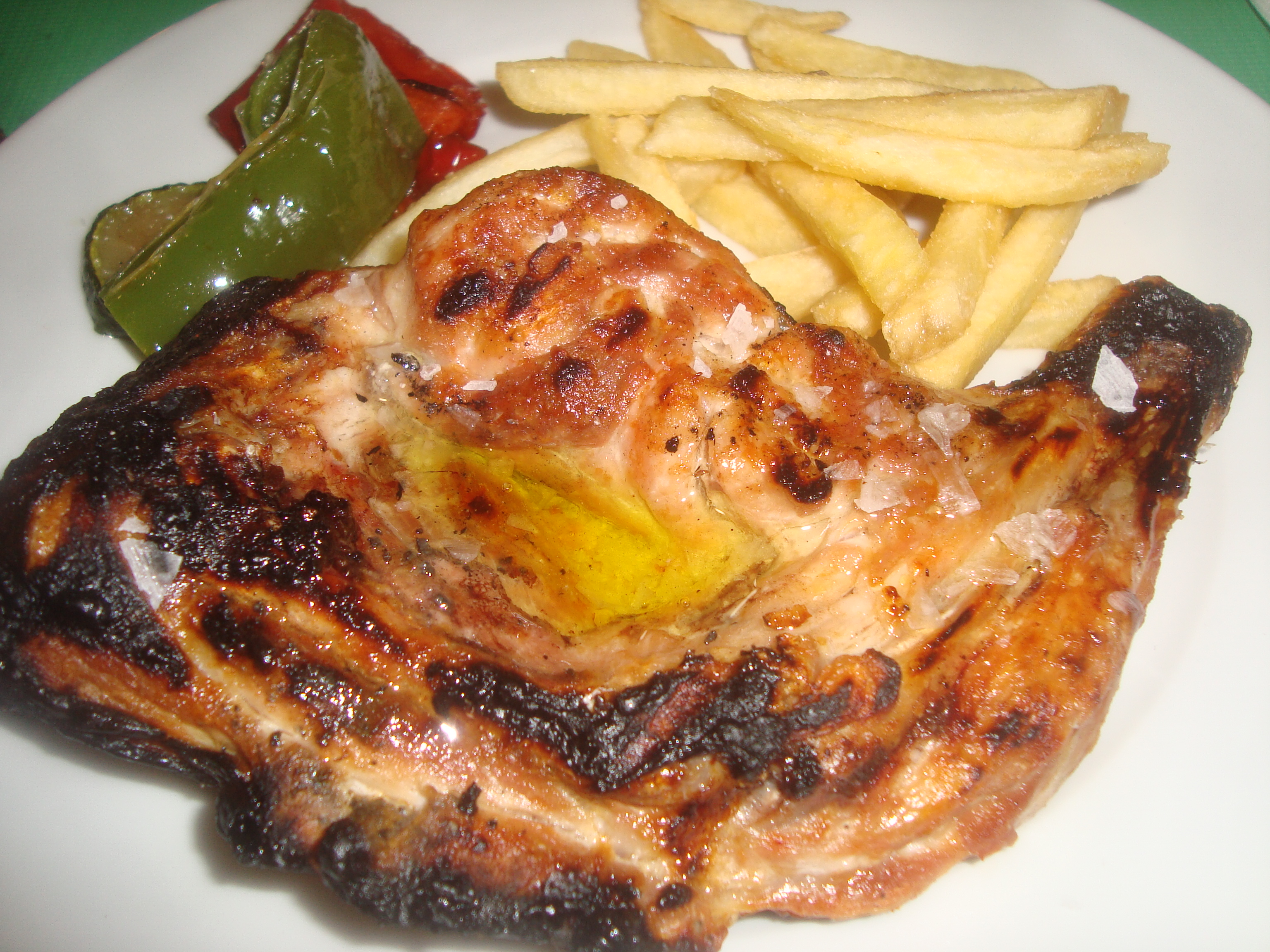
Muslo de pollo asado a las brasas con carbón.

El pollo a la brasa peruano se suele acompañar de una porción papas fritas y ensalada de verduras, también de una salsa criolla, aunque también se puede acompañar con arroz blanco, o arroz con pollo. Además se acompaña con una variedad de salsas y cremas que cada comensal se sirve según su gusto, entre estas salsas se pueden mencionar a la mayonesa, la mostaza y el kétchup, pero destaca la salsa de ají preparado usualmente con ingredientes locales entre ellos el ají amarillo.
En las pollerías se ofrece al público un pollo entero que generalmente es pedido vía delivery, o en porciones de un cuarto que es mayormente para consumo individual. Para obtener las porciones el pollo entero se divide mediante dos cortes, uno longitudinal y otro transversal. A partir de los cortes mencionados se obtienen cuatro presas (dos «pechos» y dos «piernas»).

## Impacto sociocultural y ambiental
El pollo a la brasa es un ícono cultural peruano. El Instituto Nacional de Cultura del Perú, mediante resolución directoral, reconoció al pollo a la brasa como «Patrimonio Cultural de la Nación». En el Perú se ha establecido el tercer domingo de julio de cada año como el Día del Pollo a la Brasa.  En el año 2010 se determinó que en el Perú se vendían más de 371 millones de unidades de este plato, lo cual aproximadamente equivaldría a unos 100 millones de dólares. Desde el 2010, el Instituto Nacional de Estadística e Informática incluye el consumo familiar de pollo a la brasa en el cálculo de la canasta básica familiar debido a su importancia en el presupuesto familiar.
La fabricación del carbón vegetal es criticada, por promover la tala ilegal incluso de especies de árboles en vía de extinción como el shihuahuaco, pero también por incluir el trabajo infantil.